# Ип 4 м
ИП-4М (Изолирующий Противогаз 4 м)—Советский противогаз. 
Назначение: защита органов дыхания, глаз и лица от любых токсичных газов, аэрозолей и при недостатке кислорода в воздухе.
Был разработан для танкистов,но может применяться в других средах нехватки воздуха и химического загрязнения
Срок использования:
При спокойной работе – до 180 минут
При средней физической нагрузке – около 60–70 минут
При тяжёлой работе – до 30 минут
Принцип работы противогаза:
1. Вдох
  - Человек вдыхает воздух из дыхательного мешка.Воздух поступает через клапан вдоха в маску.
2. Выдох
  - Выдыхаемый воздух проходит через регенеративный патрон (РП‑4).В нём происходит:Поглощение углекислого газа и водяных паров химическим поглотителем.Выделение кислорода за счёт химической реакции.
3. Регенерация воздуха.Обогащённая кислородом смесь возвращается в дыхательный мешок.Процесс замкнутый: противогаз не зависит от внешнего воздуха, поэтому защищает даже при полном отсутствии кислорода.

Комплектация:
1.Маска противогаза (тип МИА-1)(бывает в черном и сером цвете)С несъёмной гофро трубкой (Бывает в зеленом и сером цвете)
2.РП-4 (Регенеративный патрон 4)
Запускается от пускового вентиля (Сначала нужно убрать все заглушки и пломбы)
3.Сумка внутри которой находиться дыхательный мешок и сам регенеративный патрон